# Amundsensee

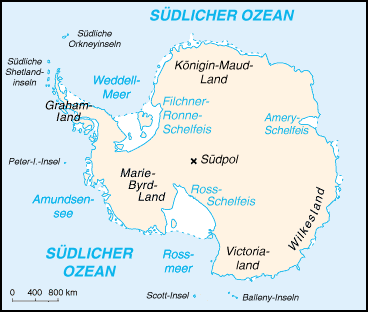
Karte der Antarktis, links die Amundsen-See

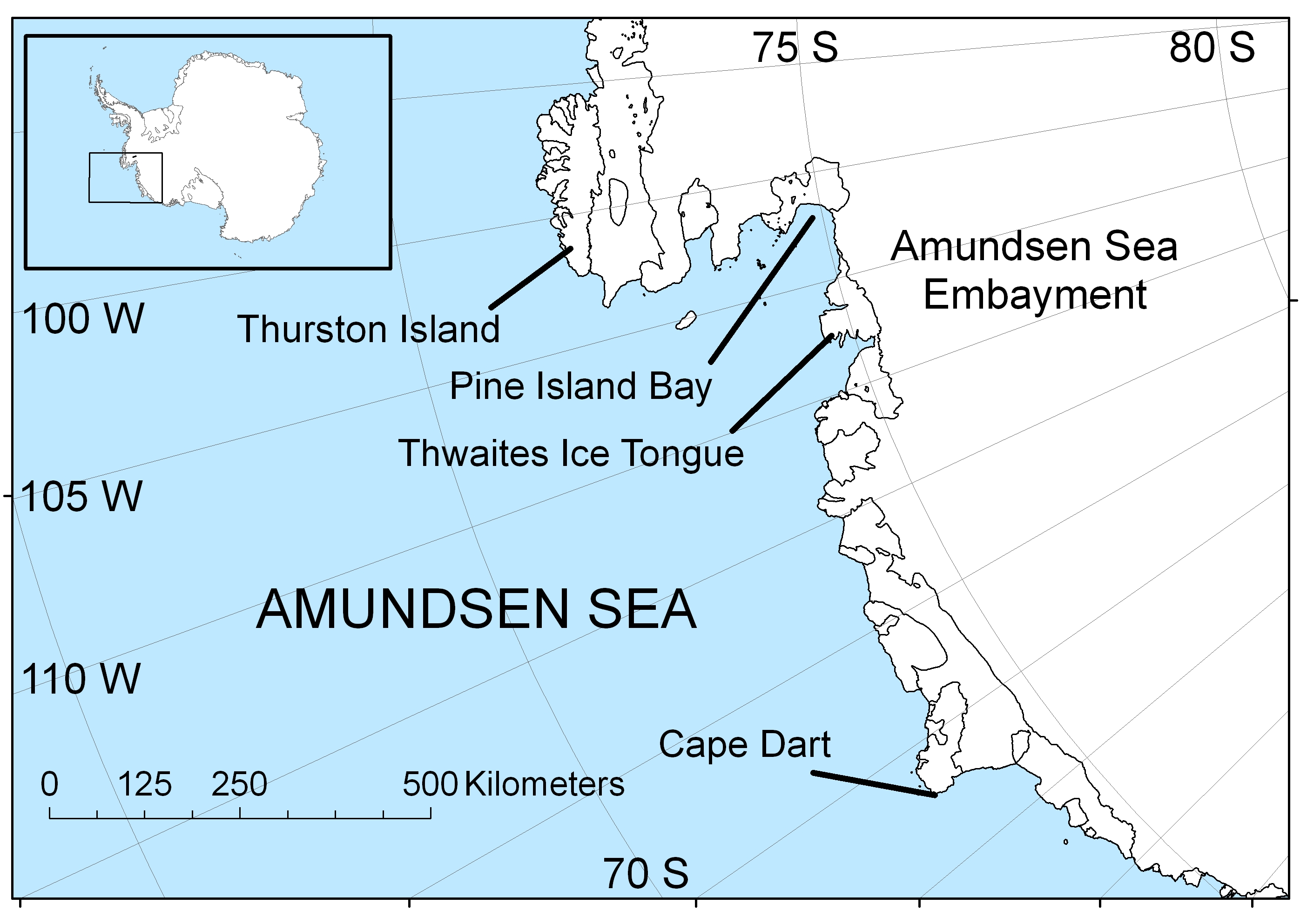
Genaue Abgrenzung

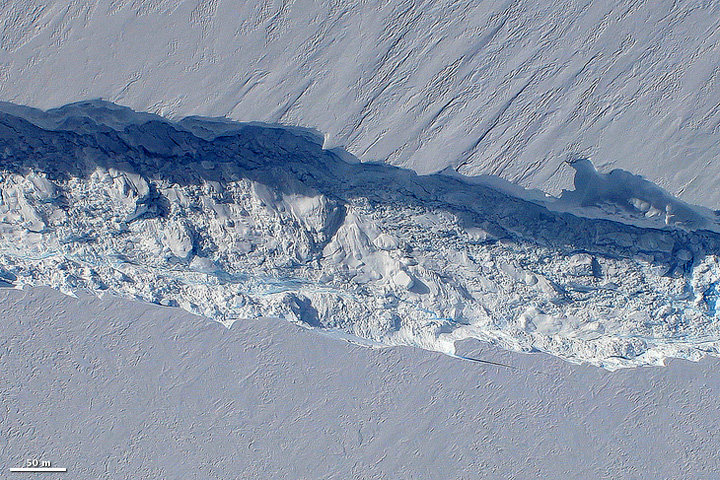
Kalben des Pine Island-Gletschers

Die Amundsensee (norwegisch Amundsenhavet) ist ein Randmeer des Südpolarmeers (bzw. des Südpazifiks nach alter Lesart) und befindet sich vor der Westküste von Antarktika in Höhe des 110° westlichen Längengrades zwischen Kap Dart auf der Siple-Insel im Westen und Kap Flying Fish auf Thurston-Insel im Osten. Östlich grenzt sie an die Bellingshausensee, unmittelbar westlich der Siple-Insel an den Wrigley Gulf und 1000 Kilometer weiter im Westen liegt das Rossmeer. Dazwischen liegt entlang der Hobbs-, Ruppert- und Saunders-Küste ein bislang unbenanntes Randmeer.
Der norwegische Kapitän Nils Larsen, der das Meer im Februar 1929 an Bord seines Schiffs Norvegia erkundete, benannte das Meer nach dem norwegischen Polarforscher Roald Amundsen (1872–1928). Da das Meer im Allgemeinen dicht mit Packeis zugefroren ist, war der genaue Küstenverlauf bis zum Februar 1940 unbekannt, bis Teilnehmer der United States Antarctic Service Expedition (1939–1941) unter der Leitung des US-amerikanischen Polarforschers Richard Evelyn Byrd Aufklärungsflüge in der Region unternahmen. 1946 versuchten zwei Eisbrecher im Rahmen von Operation Highjump (1946–1947), das Meer zu durchqueren, um möglichst nahe an den küstennahen Schildvulkan Mount Siple heranzukommen, mussten jedoch das Vorhaben wegen der Eisverhältnisse abbrechen.
In die Amundsen-See mündet der Thwaites-Gletscher. Von der Gletscherzunge brach im Jahr 2002 ein 3400 km² großer Eisberg ab. Wissenschaftler der University of Leeds ermittelten zwischen 1996 und 2021 einen Schwund von 3331 ±420 Milliarden Tonnen Eis in der Region der Amundsensee, wodurch der Meeresspiegel weltweit um etwas mehr als neun Millimeter anstieg.